# Korosteszów
Korosteszów (ukr. Коростишів) – miasto na Ukrainie w obwodzie żytomierskim, nad Teterowem. Siedziba rejonu i ośrodek przemysłu spożywczego.

## Historia
W 1602 roku Adam Olizar ufundował tu pierwszy kościół katolicki i zbudował zamek. Od marca 1664 roku w rejonie miejscowości rozłożyła się na leżach zimowych armia koronna pod dowództwem Stefana Czarnieckiego. W 1777 roku król Stanisław August Poniatowski obdarował miasteczko przywilejem zwiększającym do ośmiu prawo urządzania jarmarków w ciągu roku. W XIX wieku Gustaw Olizar wzniósł tu zabudowania kuracyjne.
Leży w rejonie określanym dawniej ze względu na malowniczość rzeki Tetery jako Szwajcaria poleska.
Siedziba dawnej gminy Korosteszów w powiecie radomyskim, a od roku 1919 w czarnobylskim guberni kijowskiej.
Podczas okupacji hitlerowskiej, w lipcu 1941 roku Niemcy utworzyli getto dla żydowskich mieszkańców. Przebywało w nim około 2000 osób. We wrześniu 1941 roku Niemcy zlikwidowali getto, a Żydów zamordowali.
W 1989 liczyła 28 046 mieszkańców.
W 2013 liczyła 25 817 mieszkańców.

## Urodzeni w Korosteszowie
- Dowid Hofsztejn – żydowski poeta
- Ołeksandr Kłymenko – ukraiński pisarz, muzyk
- Wasyl Maluk – dowódca ukraiński, generał brygady
- Gustaw Olizar – polski ziemianin, publicysta, poeta

## Miasta partnerskie
- Kohtla-Järve

## Galeria

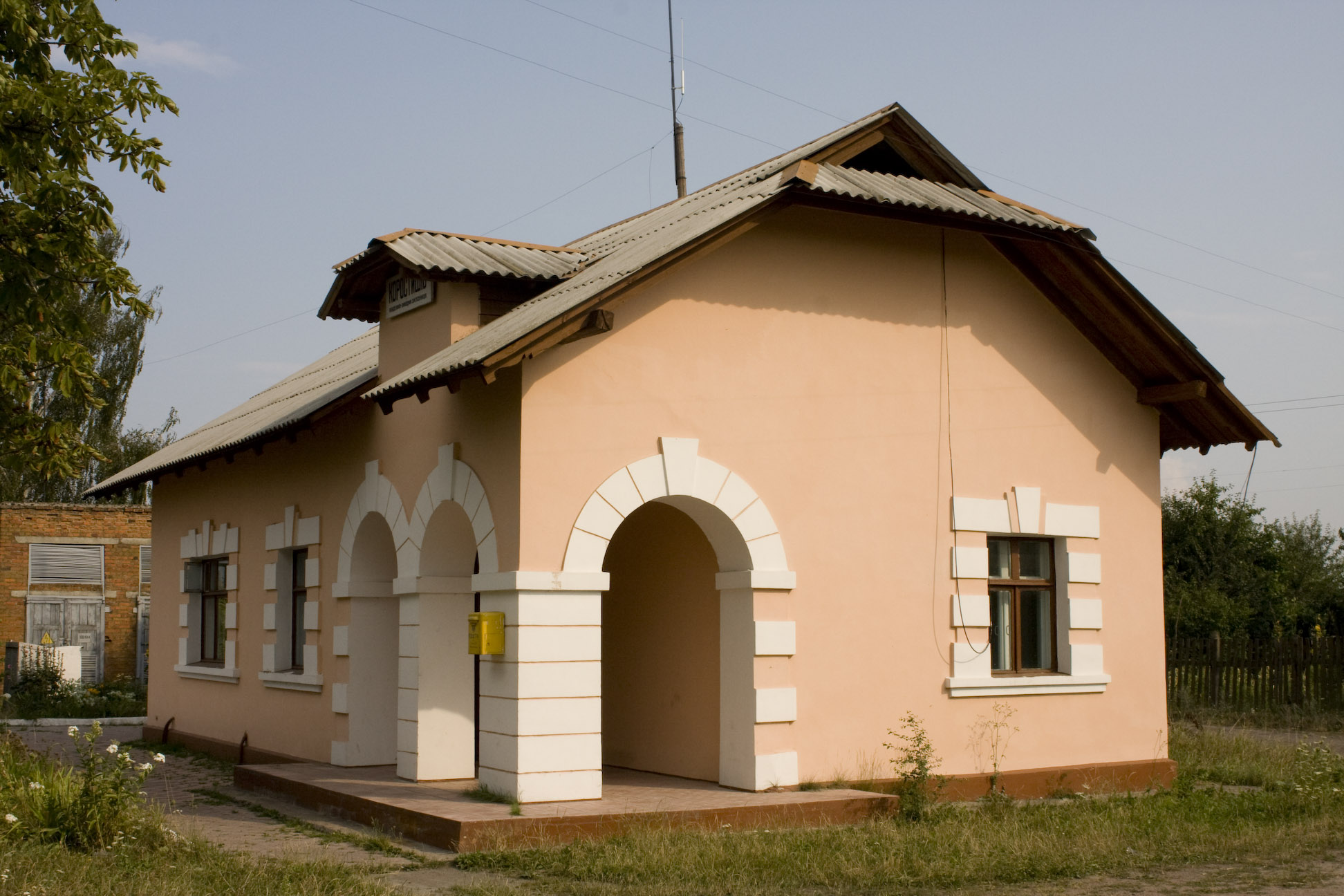
Dworzec kolejowy
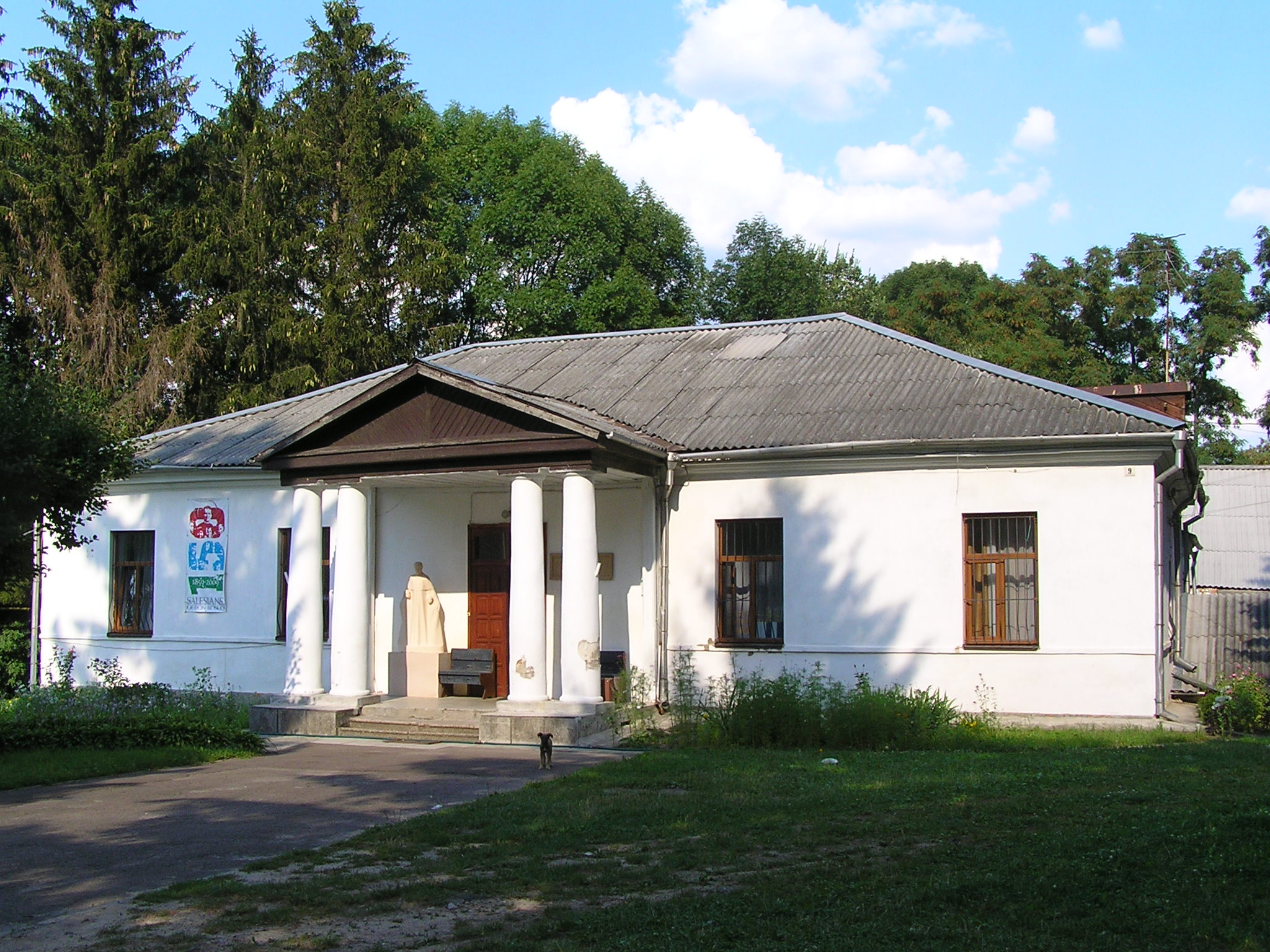
Plebania z XIX w.
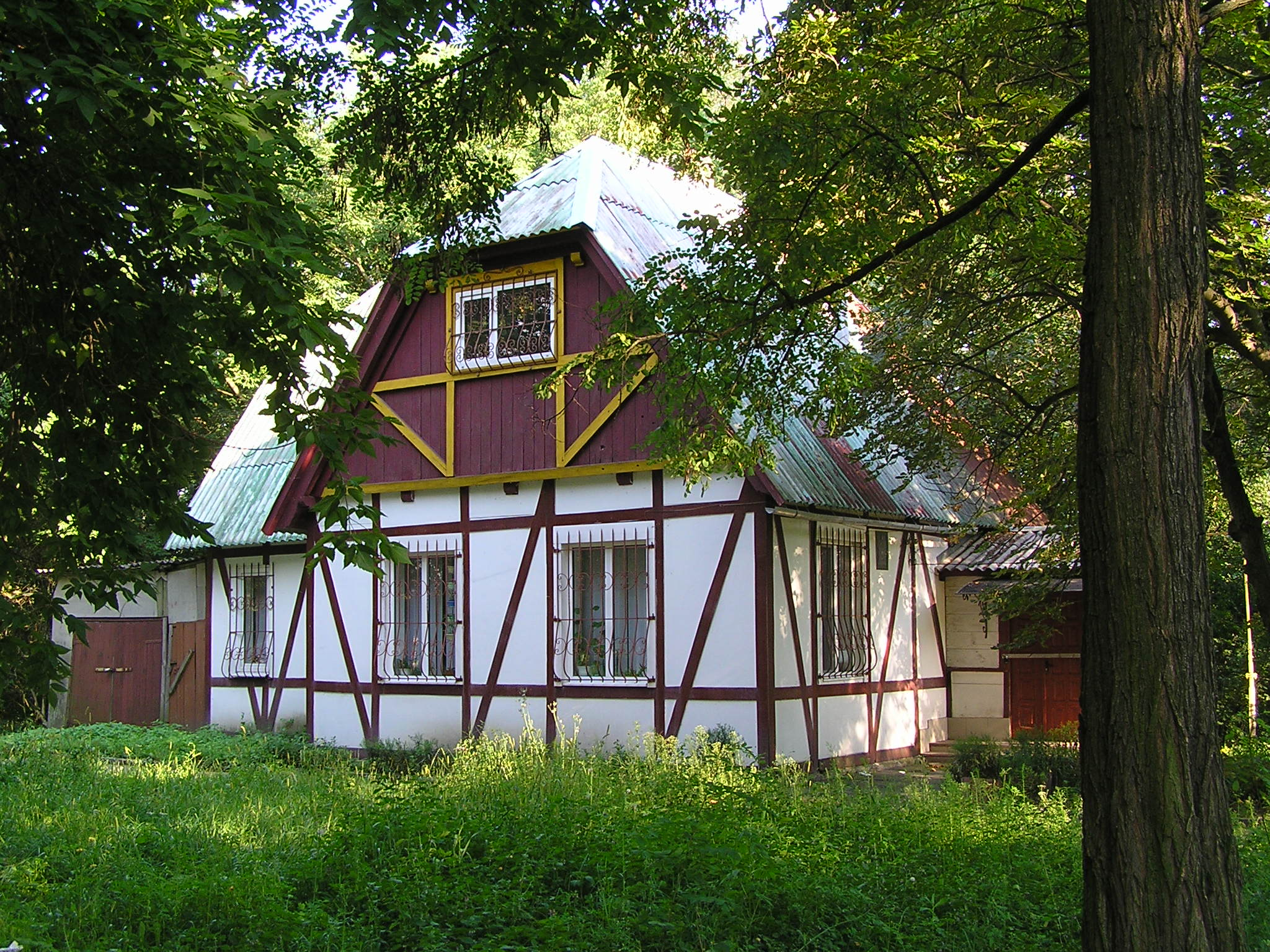
budynek mieszkalny przy dworze Olizara
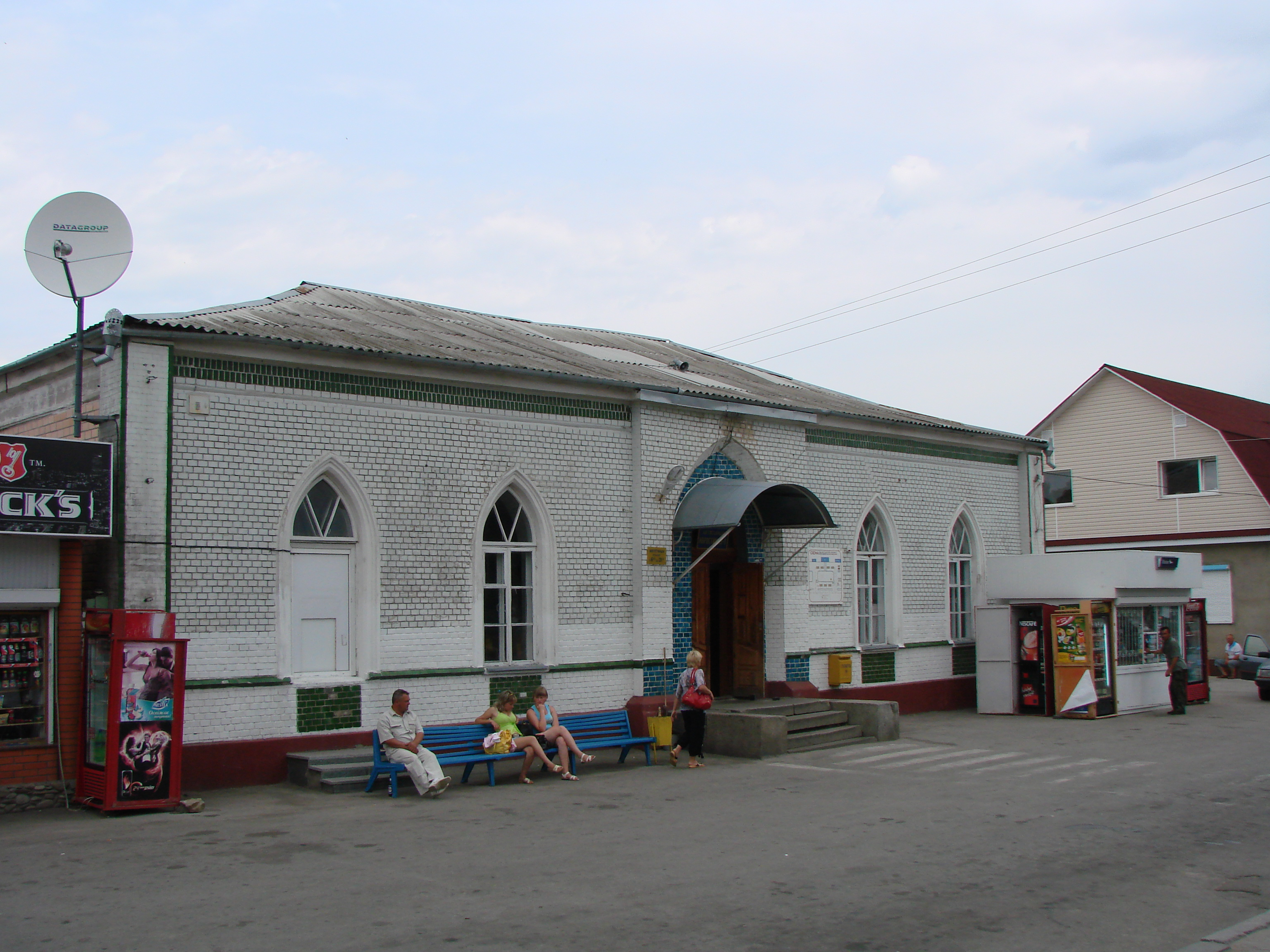
Dworzec autobusowy
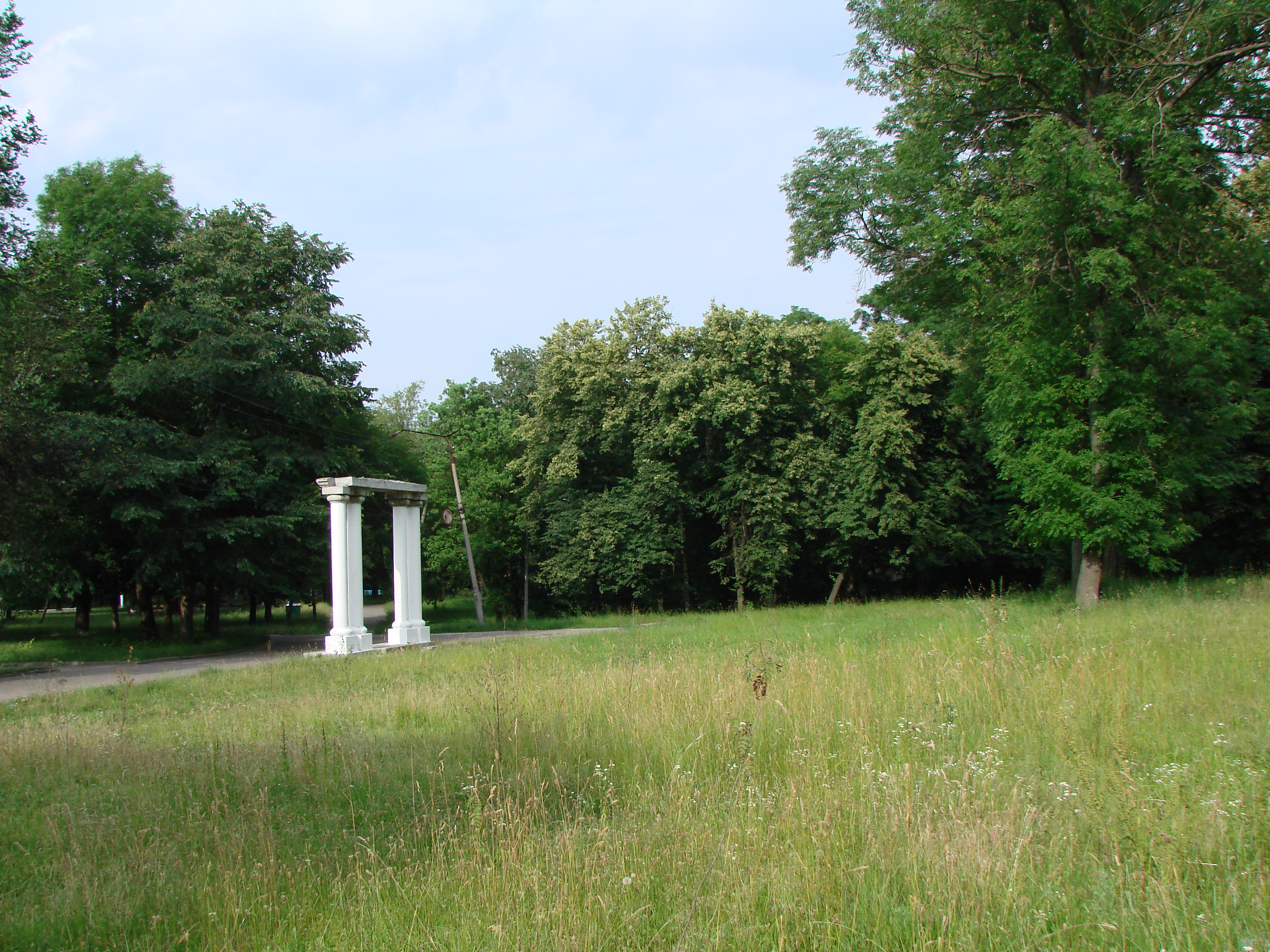
Park dworski Olizara